# Stazione di Santa Maria delle Mole
La stazione di Santa Maria delle Mole è una fermata ferroviaria posta sulla linea Roma-Velletri; serve la località di Santa Maria delle Mole, frazione del comune di Marino.

## Storia
La fermata di Santa Maria delle Mole fu attivata il 15 aprile 1940. Il 15 dicembre 1948 venne attivato l'esercizio a trazione elettrica, con linea aerea alla tensione di 3000 V.

## Struttura e impianti
Il fabbricato viaggiatori, di dimensioni modeste, è situato in corrispondenza dell'unico ingresso (su viale della Repubblica), lateralmente rispetto all'unica banchina presente. Al suo interno è presente la sala d'attesa.

## Movimento
La stazione è servita dai treni che svolgono la relazione FL4 svolta da Trenitalia.

## Servizi
La stazione dispone di:
- Sala d'attesa

## Interscambi
- Fermata autobus COTRAL